# Погранкондуши
Погранко́ндуши (карел. Rajakondu, фин. Rajakontu) — деревня в Питкярантском районе Республики Карелия. Входила в состав упразднённого в 2023 году Салминского сельского поселения.

## География
Расположена на региональной автодороге «86К-8 Олонец — Питкяранта — Леппясилта»
Планировочная линия деревни — ул. Центральная.

## История
Первые упоминания о поселении содержатся в писцовых книгах Обонежской пятины 1568 года, где оно имеет название Кондуши, дальнейшая история поселения привела к добавлению к основному названию приставки «погран» (пограничный).
В результате сокращения населения в 1957 году деревни Мансила (Манссила), Кавгозеро, Ковайно (Кавайно) и посёлок при станции Погранкондуши были присоединены к деревне Погранкондуши.
В 2001 году Мансила, Кавгозеро и Ковайно были образованы вновь в качестве отдельных населённых пунктов.

## Население
Численность населения в 1905 году составляла 467 человек.
| 2002 | 2009 | 2010 | 2013 |
| ---- | ---- | ---- | ---- |
| 70   | ↘43  | ↘28  | ↗33  |

## Известные уроженцы
- Аверкиев, Василий Петрович (1894—1936) — советский государственный и партийный деятель.

## Памятники истории
В деревне сохранились памятники истории, связанные с отношениями России, Швеции и Финляндии разных периодов. Вблизи на берегу Ладожского озера на мысе Варецком находится памятный знак шведско-русской истории — Варашев камень (массивный блок розового гранита ок. 50 м³), с 1618 по 1721 год обозначавший точку начала границы между Швецией и Россией по Столбовскому мирному договору 1617 г., с 1917 по 1940 год между Финляндией и Россией.
Сохраняются — братская могила советских пограничников и сельских активистов, расстрелянных белофиннами 21 апреля 1921 года, и братская могила советских воинов, павших в годы Советско-финской войны (1941—1944).

## Транспорт
Погранкондуши — остановочный пункт на линии Янисъярви — Лодейное Поле. С 2014 года остановочный пункт не работает по причине отмены любого пассажирского движения, однако, пока не вышел соответствующий приказ, говорить о ликвидации остановочного пункта рано.